# Cemitério São Paulo
O Cemitério São Paulo, também denominado Necrópole São Paulo, é um dos principais e mais antigos cemitérios do município de São Paulo, capital do Estado de São Paulo. Sua fundação ocorreu em 14 de janeiro de 1926.
Localizado na Rua Cardeal Arcoverde, entre os bairros de Pinheiros e Vila Madalena, o Cemitério São Paulo foi projetado devido à superlotação dos aristocráticos cemitérios da Consolação e do Araçá, tornando-se um novo local para abrigar os jazigos da elite paulistana. Possui 104 mil metros quadrados de área e registra mais de 140 mil sepultamentos desde sua fundação.
Abriga um grande número de mausoléus e monumentos funerários projetados por escultores de renome, como Victor Brecheret, Galileo Emendabili e Luigi Brizzolara, destacando-se algumas obras de referência na arte tumular do país.
É mantido pela empresa Cortel São Paulo, que administra e faz a manutenção de outros quatro cemitérios da cidade: o Cemitério Dom Bosco, Vila Nova Cachoeirinha, Santo Amaro e Araçá.

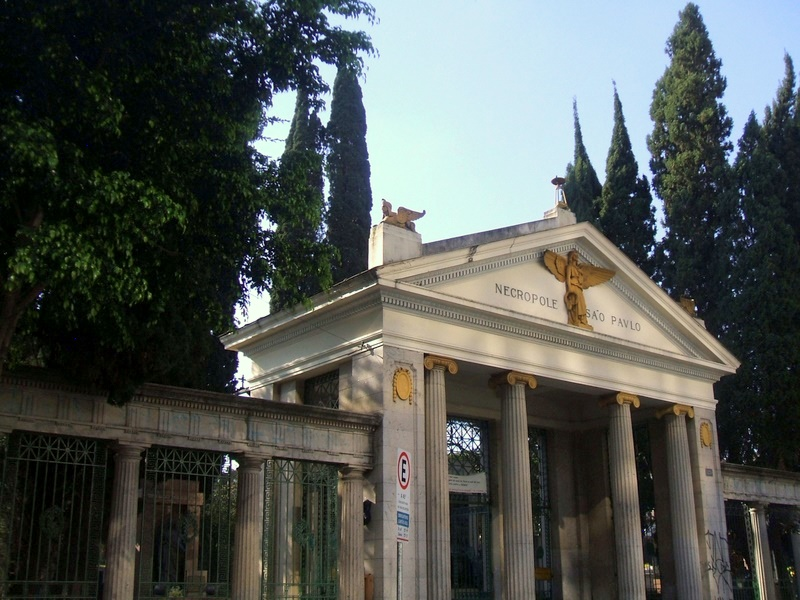
Entrada principal na Rua Cardeal Arcoverde.

## História

### Superlotação dos cemitérios paulistanos
Após a criação do Cemitério da Consolação em 1858, encerrou-se em São Paulo a prática de sepultar as pessoas nas criptas das igrejas, criticada por razões sanitárias desde 1820. A secularização do sepultamento também representou o fim do hábito de marcar a posição social dos falecidos por meio de sua localização no interior das igrejas, mais ou menos próxima do altar. O então denominado Cemitério Municipal passaria a atender a todos os estratos sociais, de escravos a fazendeiros. Surge nesse contexto o hábito recorrente entre a elite paulistana de homenagear os amigos e familiares falecidos com obras tumulares monumentais, à altura de sua importância social, como forma de perpetuar após a morte a distinta posição social adquirida em vida.

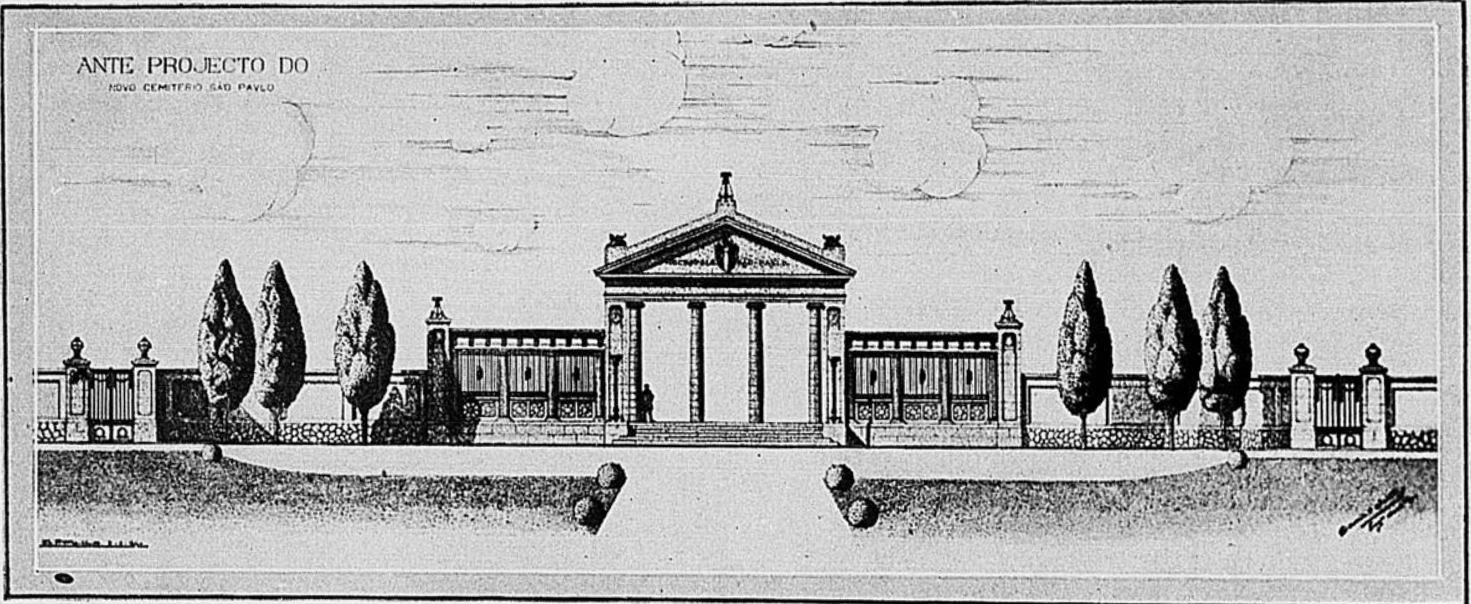
Projeto da fachada principal, de autoria do escritório Dacio & Winter em 1921.

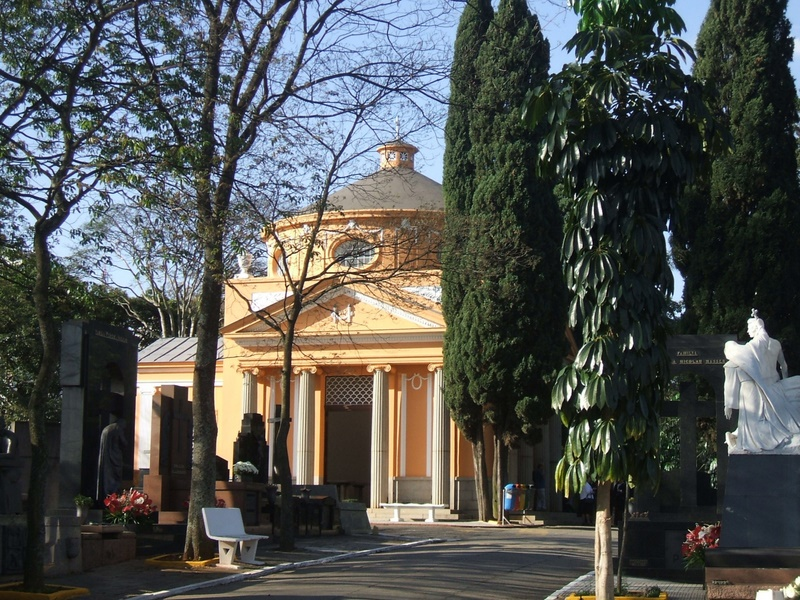
Capela do Cemitério São Paulo.

Entre o fim do século XIX e o começo do século XX, a prosperidade advinda do plantio do café e da incipiente industrialização ocasionou profundas mudanças no perfil socioeconômico da cidade. A criação de novos cemitérios nesse período – como os do Araçá (1887), da Quarta Parada (1893) e do Chora Menino (1897) – permitiu a “estratificação social” da atividade funerária. Cercados por incipientes bairros nobres, os cemitérios da Consolação e do Araçá passaram por um processo de elitização, consolidado nas duas primeiras décadas do século XX. Converteram-se em “museus de arte” a céu aberto, passando a abrigar um grande número de jazigos luxuosos e monumentos funerários encomendados por barões do café, industriais, intelectuais, médicos, juristas e pessoas públicas a escultores de renome.
Com a superlotação do Cemitério da Consolação e a ocupação da área verde contígua ao Cemitério do Araçá, surgiu a necessidade de um novo local para sepultar a elite econômica e social da cidade. O Cemitério São Paulo surgiria, portanto, como um "prolongamento" dessas duas necrópoles.

### Projeto e construção
Os planos para construí-lo datam de 1920, quando a prefeitura autorizou a aquisição do terreno de propriedade dos padres passionistas, no bairro de Pinheiros.
O projeto da fachada principal, capela e muros é de autoria dos engenheiros Dacio Aguiar de Moraes e Guilherme Winter.
A construção do cemitério ficou a cargo do mestre-de-obras Caetano Antônio Bastianetto e de operários espanhóis, italianos e portugueses, que se converteram nos primeiros moradores do nascente bairro de Vila Madalena. O cemitério foi inaugurado em 14 de janeiro de 1926, o último ano de gestão do prefeito Firmiano de Morais Pinto.

Nas décadas seguintes, aos jazigos das famílias tradicionais da cidade, somaram-se túmulos, mausoléus e monumentos encomendados por famílias de imigrantes bem-sucedidos, nomeadamente das comunidades italiana e sírio-libanesa, com o intuito de firmar uma posição social recém-adquirida, além de artistas, militares, atletas, pequenos e médios empresários que haviam prosperado após o estabelecimento da sociedade do trabalho livre.

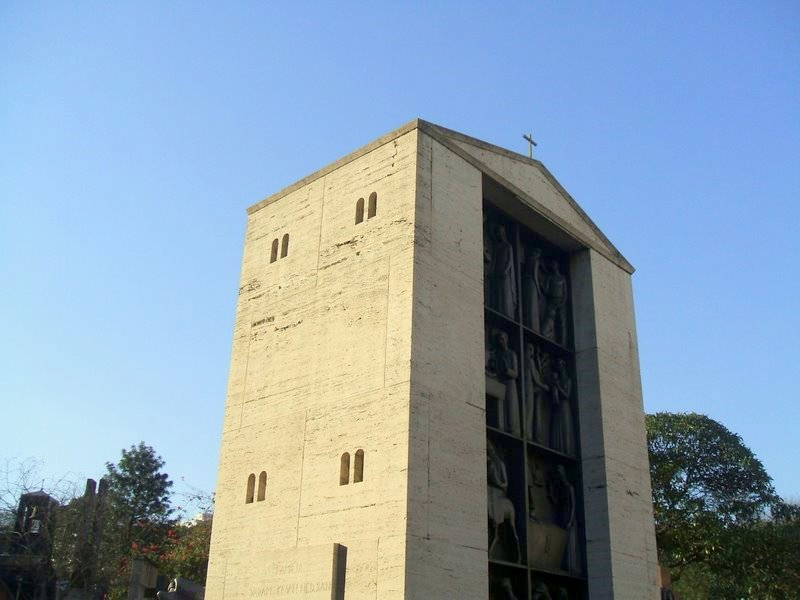
Mausoléu da família Varam Keutenedjian, de autoria de Galileo Emendabili.

Muitos dos escultores comissionados para executar os jazigos eram imigrantes europeus, sobretudo italianos, ou artistas brasileiros de formação europeia, bastante valorizados por seu conhecimento de técnicas e tendências artísticas então pouco divulgadas no país. Obras encomendadas a Victor Brecheret, Bruno Giorgi, Luigi Brizzolara, Galileo Emendabili e Nicola Rollo, entre outros, transformariam o Cemitério São Paulo em uma importante referência para a arte tumular brasileira. 
Uma comissão estabelecida durante a segunda administração do prefeito Jânio Quadros (1986-1988) identificou 180 peças de importância artística no local. Projetos para explorar o potencial turístico e didático deste e de outros cemitérios da cidade têm sido elaborados desde a década de 1980, mas com poucos resultados práticos.

## Personalidades sepultadas
Desde sua fundação, o Cemitério São Paulo contabiliza mais de 140 mil sepultamentos.
O cemitério abriga o Mausoléu dos Esportistas, onde estão enterrados Arthur Friedenreich, primeira grande estrela do futebol brasileiro e o goleiro Tuffy Neugen, entre outros.
Também contêm os túmulos de combatentes mortos na Revolução Constitucionalista de 1932 e dos estudantes Dráusio Marcondes de Sousa e Orlando de Oliveira Alvarenga, símbolos do movimento.
Dentre as personalidades enterradas no local também encontram-se:
- Pedro de Toledo, político
- Auro de Moura Andrade, político
- Prestes Maia, ex-prefeito de São Paulo
- o escritor Menotti Del Picchia
- o escritor poeta, filósofo e jornalista José Herculano Pires
- Paulo Duarte, advogado, biógrafo e jornalista
- Victor Brecheret, escultor
- Aldo Bonadei
- Nicola Rollo;
- o cineasta Walter Hugo Khouri;
- o diretor de Televisão Paulo Ubiratan;
- o cartunista Belmonte;
- o fazendeiro e político Damásio Pires Pimentel, a sua senhora, a aristocrata paulista Elvira Herminia Penteado Pimentel e o seu genro, o Magistrado e Jurisconsulto Flávio Augusto de Oliveira Queiroz, assim como a sua senhora, Julieta Penteado Pimentel de Queiroz (Da. Yaya);
- a filantropa Luci de Queirós
- o arquiteto Amador Cintra do Prado, neto do Barão de Campinas, e a sua senhora, Myrthes Pimentel Cintra do Prado;
- o engenheiro e diretor da EMURB Greenhalg Parnaíba Paoliello, bisneto do Barão de Cabo Verde;
- o corredor de Fórmula 3, jornalista da TV Globo e responsável por trazer a Fórmula 1 para o Brasil Antonio Carlos Scavone, falecido no acidente de avião na cidade de Orly em 1973
- o empresário José Ermírio de Moraes
- António Pereira Inácio
- Alfredo Schürig
- Nadir Dias de Figueiredo
- Morvan Dias de Figueiredo
- Nicolau Scarpa
- Valentim dos Santos Diniz
- Salim Farah Maluf
- Lamartine Navarro Júnior, engenheiro idealizador do Pró-álcool
- Flavio de Queiroz Filho, a sua senhora, Viggianina Paoliello de Queiroz , bisneta do Barão de Cabo Verde
- Prof. Nelson Pimentel Queiroz, advogado, banqueiro e diretor geral da Associação Comercial de São Paulo
- João Agripino da Costa Dória Neto
- o jurista Miguel Reale
- o médium Carmine Mirabelli (o jazigo foi vendido e os ossos enviados ao ossário geral)
- general Miguel Costa, comandante da Coluna Prestes
- o jovem jornalista Theo Dutra, morto em grave acidente de carro em 1973, conhecido com suas reportagens sobre a cidade de São Paulo.[carece de fontes?]
- Sylvia Guiné (1904-1938), atriz de teatro;
- Alberto D'Aversa (1920-1969), diretor ítalo brasileiro
- Márcia Real[15] (1929-2019), atriz brasileira
- a "Menina Izildinha", sepultada na década de 1950 e que marcou o local como ponto de peregrinação[16]
- Oberdan Cattani, futebolista sepultado em junho de 2014 , o último jogador a ter jogado pelo Palestra Italia (atual Palmeiras), time que defendeu como goleiro nas décadas de 40 e 50
- Dr. Osmar de Oliveira, médico e comentarista esportivo;
- Sérgio Paranhos Fleury, ex-delegado do DOPS.
- Abílio Diniz, administrador e empresário.
- Marcos Kitano Matsunaga Presidente da Yoki e vítima de assassinato pela mulher Elize Matsunaga.

## Arte tumular

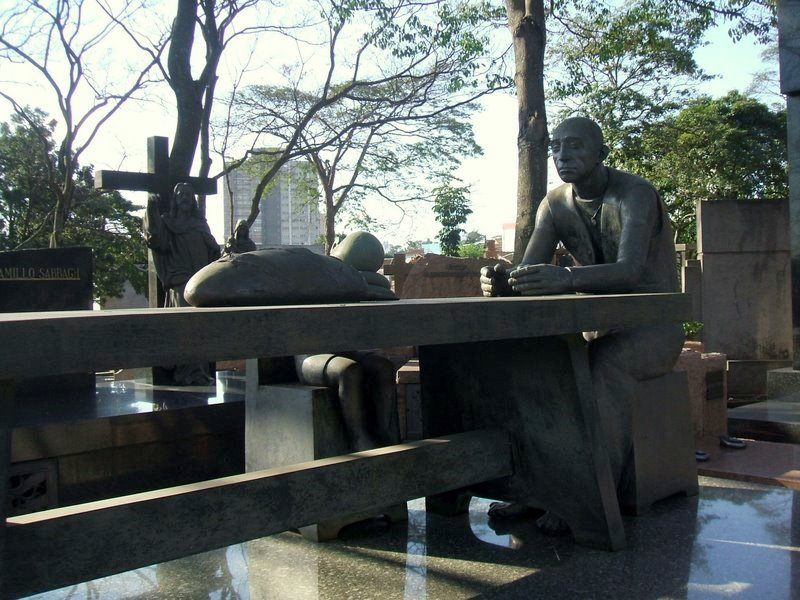
Galileo Emendabili: Túmulo da família Forte ("túmulo do pão").

Entre as últimas décadas do século XIX e meados do século XX, as encomendas geradas no âmbito da arte cemiterial constituíram-se em um dos maiores mercados consumidores de esculturas no país. No Cemitério São Paulo, há 180 obras consideradas de valor artístico, executadas em sua maioria por artistas italianos e brasileiros formados na Europa. Posterior em muitas décadas ao Cemitério da Consolação, onde se concentra uma numerosa estatuária de inspiração acadêmica e de iconografia majoritariamente cristã, no Cemitério São Paulo predominam os estilos belle époque, art nouveau e modernista, e variantes de caráter eclético. Muitas obras tumulares chamam atenção pelas características ousadas para a circunstância e a época, tomando o nu, a sensualidade e os símbolos pagãos como temas. De Alfredo Oliani, destaca-se o conjunto escultórico Último adeus, considerada uma das obras mais instigantes da arte cemiterial na cidade de São Paulo. A obra foi encomendada por Maria Cantarella, por ocasião da morte do marido, Antônio. Representa um homem no vigor da idade inclinando-se sobre a esposa morta, em um apaixonado beijo de despedida. Oliani buscou atender ao pedido da viúva, de uma escultura que celebrasse abertamente o seu amor pelo marido - reconhecendo-o como vivo em sua memória e a ela mesma morta, sem a sua companhia.

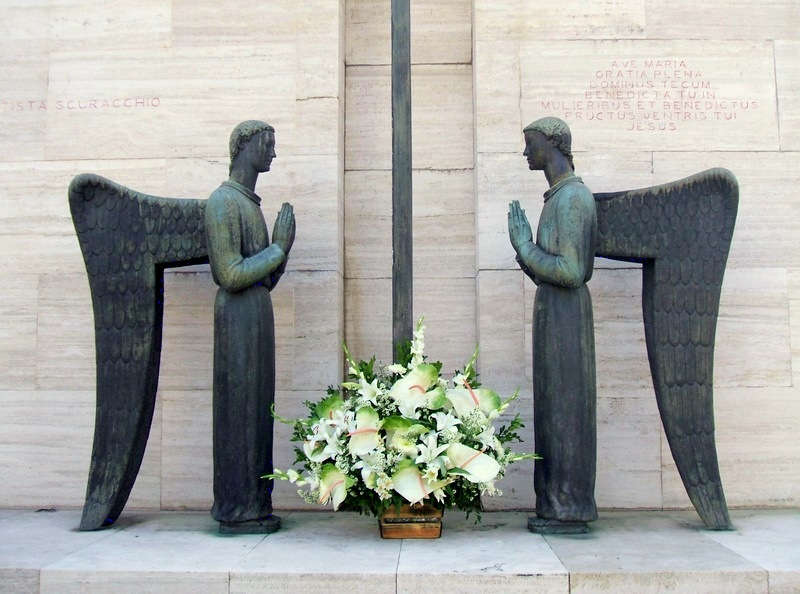
Victor Brecheret: Túmulo da família Scuracchio.

Outra obra emblemática do cemitério é o Túmulo da família Forte de Galileo Emendabili, apelidado de Túmulo do pão. É um conjunto em bronze, representando uma mesa com um pão à qual se sentam o viúvo e o filho, tendo ao lado um banco vazio. Também de Emendabili são a porta da capela da família Antonio Cândido de Camargo e a Capela São Francisco de Assis, encomendada pelas famílias Ferrabino, Carraro e Salvi, entre outras obras.

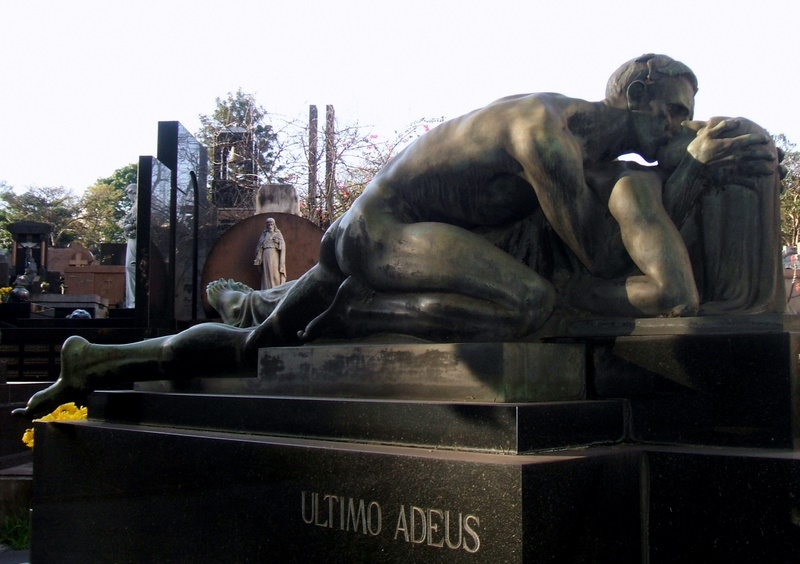
Alfredo Oliani: Último adeus (túmulo da família Cantarella).

Victor Brecheret, sepultado no mesmo cemitério, é autor dos dois anjos de bronze em posição de reza, tendo ao centro uma cruz, no túmulo da família Scurracchio. Há ainda os túmulos dos combatentes da Revolução de 1932, executados por Eugenio Prati, e outras obras de Nicola Rollo, Lorenzo Petrucci, Luigi Brizzolara, Antelo Del Debbio, Giulio Starace, Armando Zago, Ottone Zorlini, etc.